# Орхан Генджебай
Орхан Генджебай, (тур. Orhan Gencebay, справжнє ім'я Орхан Кенджебай, тур. Orhan Kencebay, нар. 4 серпня 1944, Самсун, Туреччина) — турецький співак, композитор і музикант, майстер гри на сазі, культова постать у турецькій музичній культурі другої половини ХХ століття. Має в Туреччині багато шанувальників як співак і музикант, називають його Orhan Baba (тобто Батько Орхан).
Відомий як автор пісень (як музики, так і текстів до них) і продюсер, кіноактор і виконавець музичних номерів у кінофільмах, автор багатьох альбомів. За час творчої кар'єри Орхана продано більше 65 мільйонів записів пісень у його виконанні. Володіє багатьма музичними інструментами, зокрема сазом, гітарою, мандоліною, удом тощо. Співакові присвячений документальний фільм Фатіха Акіна «Crossing the Bridge — The Sound of Istanbul» (2005).

## Життя і творчість
Народився в кримсько-татарській родині. У 6-річному віці почав учитись грати на скрипці та мандоліні, на сазі - в 7-річному. У 13-річному віці почав грати на танбурі, одному з чотирьох основних інструментів турецької традиційної музики. Починаючи від 1958 року Орхан значну увагу приділяє композиторській діяльності, в цьому році він створює свою першу велику роботу, пісню Ruhumda Titreyen Sonsuz Bir Alevsin (Ти — вічне полум'я, що горіло в моїй душі). У роки навчання брав участь у ряді інструментальних груп, які грали, зокрема, й турецьку народну музику, давав сам уроки музики, брав участь у державній програмі зі створення так званих «народних домів» у Стамбулі та Самсуні, одній із культурно-освітніх програм уряду Туреччини. У віці 16 років Орхан захопився джазовою музикою, навчився грати на саксофоні та брав участь у виступах духового оркестру. Закінчену професійну освіту здобув у Стамбулі, закінчивши чотирирічну музичну школу. Під час проходження обов'язкової в Туреччині військової служби грав у військовому оркестрі, переважно на саксофоні.
У квітні 2013 року тодішній прем'єр-міністром Туреччини Р. Т. Ердоганом  включив Орхана Генджебая до складу Akil Insanlar Heyeti («Рада Мудрих»), спеціальної урядової комісії, яка займалася питанням пошуку шляхів мирного врегулювання багаторічного конфлікту між Туреччиною і курдськими повстанцями на південному сході країни.

## Дискографія
| - 1969: Musalla Taşı - 1970: Kaderimin Oyunu - 1972: Bir Teselli Ver - 1973: Batsın Bu Dünya - 1974: Hatasız Kul Olmaz - 1976: Sarhoşun Biri - 1978: Benim Dertlerim - 1979: Yarabbim - 1981: Aşkı Ben Yaratmadım - 1981: Ben Topraktan Bir Canım - 1981: Leyla ile Mecnun - 1982: Bir Damla Mutluluk - 1983: Kördüğüm - 1984: Dilyarası - 1985: Beni Biraz Anlasaydın - 1986: Cennet Gözlüm - 1987: Akma Gözlerimden | - 1988: Emrin Olurm - 1989: Ya Evde Yoksan - 1990: Utan / Dokunma - 1991: Hasret Rüzgari - 1992: Sende Haklısın - 1993: Hayat Devam Ediyor (спільно з Сібель Джан) - 1994: Yalnız Değilsin - 1995: Gönül Dostu - 1996: Kiralık Dünya - 1998: Klasikleri 1 - 1999: Cevap Ver - 2002: Klasikleri 2 - 2004: Ideal Aşk - 2005: Yürekten Olsun - 2006: Yargısız Infaz - 2007: Film Müzikleri - 2010: Berhudar Ol - 2012: Orhan Gencebay ile Bir Ömür |

## Фільмографія
| - 1971: Bir Teselli Ver - 1972: Sev Dedi Gözlerim - 1973: Ben Doğarken Ölmüşüm - 1974: Dertler Benim Olsun - 1975: Batsın Bu Dünya - 1975: Bir Araya Gelemeyiz - 1976: Bıktım Her Gün Ölmekten - 1976: Şoför - 1977: Hatasız Kul Olmaz - 1978: Çilekeş - 1979: Derdim Dünyadan Büyük - 1980: Aşkı Ben Mi Yarattım - 1980: Kır Gönlünün Zincirini - 1980: Yarabbim - 1980: Vazgeç Gönlüm - 1980: Ben Topraktan Bir Canım | - 1981: Feryada Gücüm Yok - 1982: Leyla ile Mecnun - 1982: Kördüğüm - 1982: Bir Yudum Mutluluk - 1983: Zulüm - 1983: Kahır - 1984: Kaptan - 1984: Dil Yarası - 1984: Aşkım Günahımdır - 1985: Doruk - 1987: Cennet Gözlüm - 1987: Küçüksün Yavrum - 1989: Kan Çiçeği - 1989: Seni Arıyorum / Sensiz Yaşıyorum - 1990: Utan |